# Rüstorf
Rüstorf é um município da Áustria localizado no distrito de Vöcklabruck, no estado de Alta Áustria.